# Detroit Lakes
Detroit Lakes è una città degli Stati Uniti d'America, situata in Minnesota, nella Contea di Becker, della quale è il capoluogo.